# فلاديمير لياخوف
العقيد فلاديمير بلاتونوفيتش لياخوف (1869 - 1919) ضابط روسي تولى قيادة فرقة القوزاق الفارسية في عهد الشاه محمد علي قاجار ،حظي بالشهرة بعد قيامه بقصف مبنى البرلمان الإيراني في 24 يونيو 1908 وإعدامه قيادات الحركات الدستورية في البلاد، وكنتيجة لذلك عينه الشاه محمد علي حاكماً عسكرياً لمدينة طهران.